# Oued Djerat
L'oued Djerat ou Djeret est un oued mentionné sur la carte du Sahara (feuille N.G-32 SO IX, édition I - I.G.N.F avril 1957), reproduisant les minutes de levés au 200 000e à partir des travaux exécutés en 1936-37 par les officiers du Service géographique de l'armée.
Cet oued se situe dans le Tassili N'Ajjer, au sud des monts de l'Adrar et à l'est de la piste nord-sud reliant Djanet (Fort Charlet) à Illizi (Fort Polignac).